# إشبورن-فرانكفورت 2016
إشبورن-فرانكفورت 2016 (بالإنجليزية: 2016 Eschborn-Frankfurt – Rund um den Finanzplatz) هو سباق دراجات هوائية، وهو الموسم رقم 54 من نفس السباق، وأقيم في 1 مايو 2016، وامتدّ لمسافة 206.8 كيلومتر، وهو أحد سباقات طواف أوروبا للدراجات 2016، وهو من نوع سباق يوم واحد، وقد شارك في السباق 175 متسابقاً ووصل إلى نهايته 56 متسابقاً.
فاز فيه بالمركز الأول ألكسندر كريستوف، وبالمركز الثاني ماكسيميليانو ريتشيزي، وبالمركز الثالث سام بينيت.

## الفرق
| فرق عالمية (4)- Katusha - Giant-Alpecin - Etixx-Quick Step - AG2R La Mondiale فرق قارية محترفة (11)- Bora-Argon 18 - Stölting Service Group (cycling team) ‏ - Wanty-Groupe Gobert - سبورت فلاندرين بالويس 2016 ‏ - CCC Development Team ‏ - Verva ActiveJet ‏ - رومبوت تشارلز ‏ - Fortuneo-Vital Concept - ديلكو ‏ - نيبو-فيني فانتيني-يوربا أوفيني ‏ - ويلير تريستينا-سيل إيطاليا ‏ فرق قارية (8)- Pauwels Sauzen–Vastgoedservice ‏ - Leopard ‏ - Sauerland NRW-SKS Germany ‏ - Team Lotto–Kern Haus ‏ - Rad-Net Oßwald ‏ - LKT Team Brandenburg ‏ - بايك أيد ‏ - Team Heizomat ‏ |  |
| |  |

## التصنيف العام النهائي
| التصنيف العام | التصنيف العام        | التصنيف العام   | التصنيف العام               | التصنيف العام |        |
| الدراج        | الدراج               | البلد           | الفريق                      | الوقت         | السرعة |
| ------------- | -------------------- | --------------- | --------------------------- | ------------- | ------ |
| 1.            | ألكسندر كريستوف      | النرويج         | كاتيوشا                     | 5 س 00 د 02 ث |        |
| 2.            | ماكسيميليانو ريتشيزي | الأرجنتين       | Etixx-Quick Step            | + 0 ث         |        |
| 3.            | سام بينيت            | جمهورية أيرلندا | Bora-Argon 18               | + 0 ث         |        |
| 4.            | بيتر فانسبيوك        | بلجيكا          | Topsport Vlaanderen-Baloise | + 0 ث         |        |
| 5.            | يفيس لامارت          | بلجيكا          | Etixx-Quick Step            | + 0 ث         |        |